# マルセロ・サラッキ
マルセロ・サラッキ（Marcelo Saracchi，1998年4月23日 - ）は、ウルグアイ・パイサンドゥー出身のサッカー選手。ポジションはディフェンダー。ボカ・ジュニアーズ所属。元ウルグアイ代表。左サイドバック。

## 経歴
2018年夏、RBライプツィヒに移籍した。契約は2023年まで。
2020年1月6日、ガラタサライSKへ2021年夏までのレンタル移籍が発表された。契約に買取オプションは含まれていない。2年間プレーした後ライプツィヒに復帰したものの、2021-22シーズン開幕前に左足に重傷を負い、2021年12月に退団した。
2022年2月22日、レバンテUDと2年契約を締結した。

## 代表経歴
2015年から各ユース世代のウルグアイ代表に随時招集。2019年にはコパ・アメリカ2019に出場した。